# Caballos de San Marcos

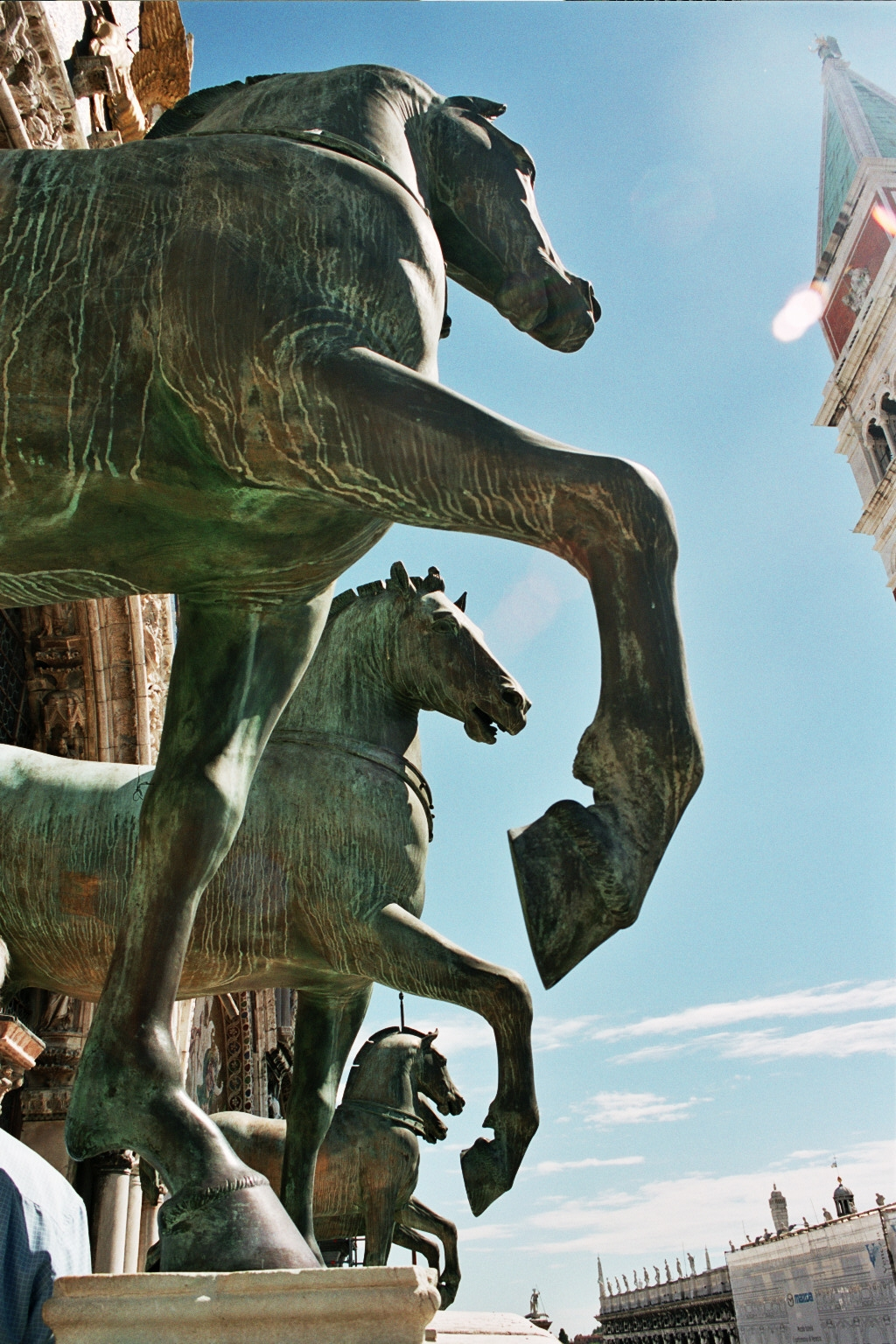
La réplica de los Caballos de San Marcos.

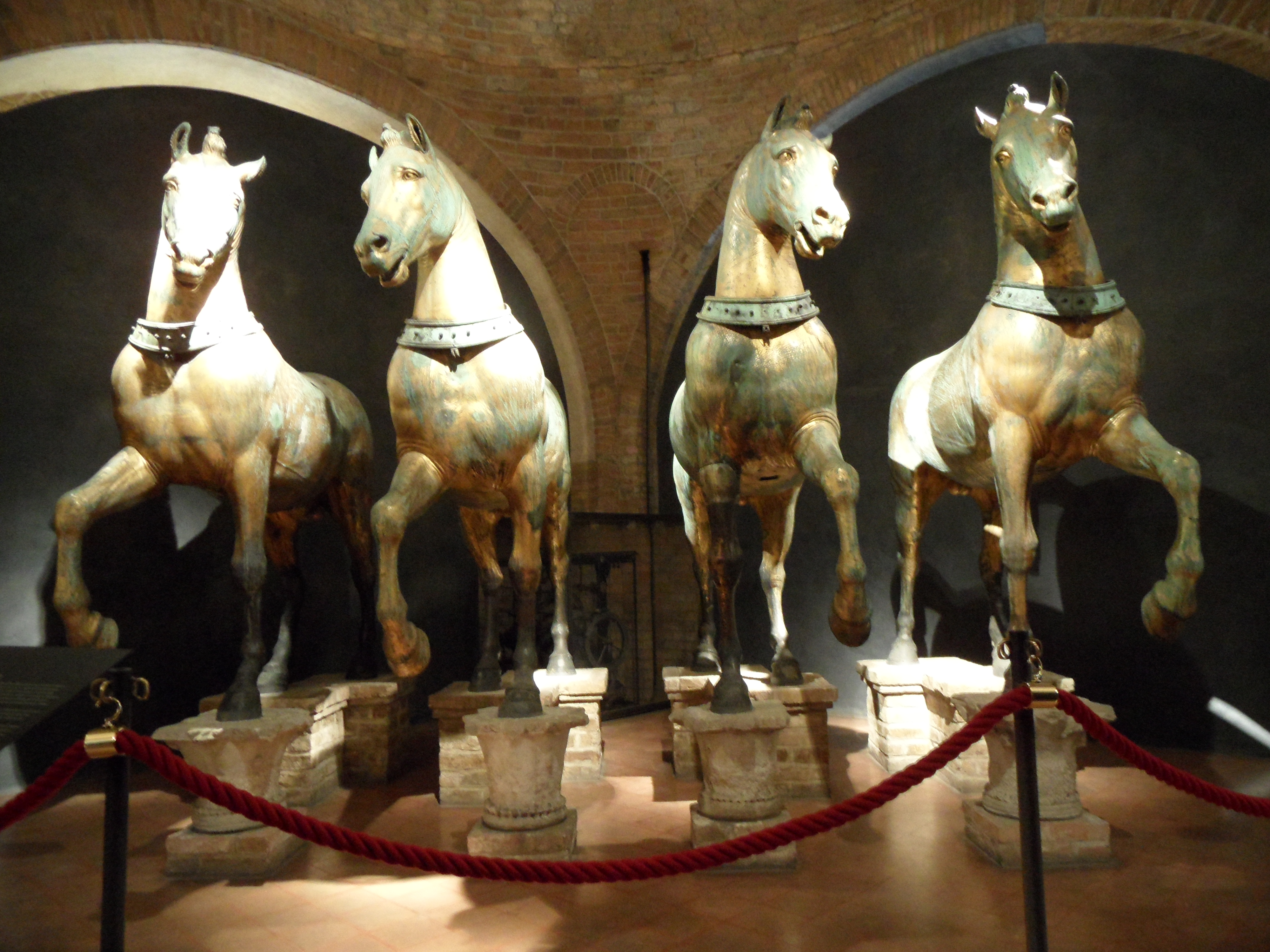
La "Cuadrilla" original.

La Cuadriga Triunfal o Caballos de San Marcos de Venecia es un conjunto de estatuas de bronce de cuatro caballos, originalmente parte de un monumento que representaba una cuadriga.

## Orígenes y fabricación
Las esculturas datan de finales de la Antigüedad clásica y han sido atribuidas al escultor griego Lisipo del siglo IV a. C. aunque esta teoría no ha sido ampliamente aceptada. Son llamados “caballos de bronce”, pero los análisis sugieren que estas esculturas están compuestas en un 96.67% de cobre, Al parecer este material fue escogido para obtener un más satisfactorio dorado. Dados los actuales conocimientos de la tecnología antigua, este método de fabricación sugiere que las piezas son de factura romana en vez de helénica.

## Historia
Según algunas hipótesis podrían proceder de los arcos de triunfo de Nerón o Trajano en Roma, o incluso del mausoleo de Adriano.
Aunque sus orígenes exactos permanecen desconocidos, sí es cierto que los caballos, junto a su cuadriga, estuvieron expuestos durante siglos sobre la puerta de acceso del Hipódromo de Constantinopla. En 1204, fueron tomados por las fuerzas venecianas durante el saqueo de la capital bizantina en la cuarta cruzada. Lo que ocurrió con el auriga después de la cuarta cruzada es desconocido. El dogo de Venecia Enrico Dandolo envió los caballos a Venecia, donde se instalaron en la terraza de la cubierta de la fachada de la basílica de San Marcos en 1254.
En 1797, Napoleón tomó los caballos por la fuerza y los llevó a París, donde fueron usados en el diseño del Arco de Triunfo del Carrusel, en ese caso junto a un cuadriga. En 1815 los caballos fueron devueltos a la Basílica tras la derrota francesa. Permanecieron en la terraza hasta comienzos de la década de 1980, cuando, para evitar daños por la polución del aire y el efecto del excremento de las aves, fueron sustituidos por réplicas. Desde entonces, la cuadriga original está expuesta en el museo dentro de la Basílica.